# Aérodrome de Tehini
Pour les articles homonymes, voir BQO.
L'Aéroport de Tehini ou Aéroport Tehini Bouna (code IATA : BQO • code OACI : DIBN) est un aérodrome desservant Bouna en Côte d'Ivoire.